# Igreja de São Francisco de Assis (Mariana)
A Igreja de São Francisco de Assis, é uma igreja localizada em Mariana, no estilo rococó, que constitui uma etapa posterior, na evolução do barroco mineiro.

## História
Sua construção teve início em 1763, com projeto arquitetônico, risco da portada e elementos ornamentais como púlpitos, retábulo-mor, lavabo e teto da capela-mor da lavra de Antônio Francisco Lisboa, o Aleijadinho, e pinturas de Manuel da Costa Ataíde. Os dois artistas, nascidos respectivamente em Vila Rica (hoje Ouro Preto), e Vila do Carmo (hoje Mariana) são considerados os dois mais importantes nomes da arte colonial brasileira. À época que a igreja foi construída, Mariana vivia o ápice da sua história, por isso a magnitude da construção em diversos sentidos (tamanho, detalhamento, peças de ouro). A construção é um marco religioso, social, artístico da cidade e do estado, foi sido finalizada em 1794.
Está localizada na Praça Minas Gerais, e nela onde encontra-se o túmulo do pintor Manoel da Costa Ataíde. A Igreja foi tombada pelo IPHAN em 1938, por sua importância religiosa, cultural, artistica e histórica.

## Descrição
A construção é toda de pedra, com duas torres também de pedra ladeando o frontão pouco curvilíneo, encimado por cruz patriarcal. Possui grande portada esculpida, com guarnições de pedra, encimada por verga curva que termina numa grande cartela ladeada de anjos, contendo inscrição dedicada a São Francisco de Assis, com data de 1763. Acima dessa cartela há uma pequena cimalha que serve de apoio para outra cartela, menor, brasonada, encimada por um anjo e, finalmente o crucifixo. Acima deste, o óculo grande, de forma diferenciada e envidraçado, interrompendo a cimalha. Ladeando a porta de entrada, à altura da cartela, quatro janelas envidraçadas com guarda-corpo em balaústre. Os cunhais são em cantaria, assim como a base do corpo da igreja.

Igreja de São Francisco de Assis à esquerda.

Internamente, a igreja é bem proporcionada, sendo o altar-mor sem dossel, mais despojado de ornatos, em estilo simplificado. O retábulo é constituído por duas colunas centrais, com o fuste em caneluras e parte inferior torsas. Exteriormente a estas encontram-se dois consolos ornamentados. Limitando o retábulo, duas pilastras de cada lado onde se apoiam os arcos do teto da capela-mor. O trono é alto, abrigando na parte superior a imagem de Cristo Crucificado e nos degraus, São Francisco de Assis. Os altares laterais apresentam dossel do tipo estilizado, alguns simples, outros mais ornamentados, trazendo consolos em volutas, no lugar das colunas. Os púlpitos possuem talha delicada e contêm, inferiormente, suportes em forma de pirâmide invertida com profusa ornamentação. O teto da nave é pintado, sendo limitado, inferiormente, por uma moldura arqueada tanto sobre o arco-cruzeiro como sobre o coro. Uma artística balaustrada que serve de guarda-corpo do coro, se apoia sobre três arcos. Estes são limitados lateralmente pelas paredes e, no centro, por duas colunas.